# Теличново
Теличново — деревня в Палехском районе Ивановской области. Относится к Майдаковскому сельскому поселению, в 2 км к западу от Майдакова. Две улицы: Луговая и Центральная.

## Население
| 2010 |
| ---- |
| 23   |